# Campor (Konang)
Campor is een bestuurslaag in het regentschap Bangkalan van de provincie Oost-Java, Indonesië. Campor telt 1803 inwoners (volkstelling 2010).